# گوردون موری اتوموتیو
گوردون موری اتوموتیو (به انگلیسی: Gordon Murray Automotive) یک شرکت بریتانیایی تولیدکننده خودروهای اسپرت دفتر مرکزی آن در شالفورد، ساری، انگلستان قرار دارد که در سال ۲۰۱۷ توسط طراح سابق فرمول یک، گوردون موری، تاسیس شد. تمرکز اولیه این شرکت بر روی ابرخودروهای تولید محدود است. نخستین خودروی T.50 در سال ۲۰۲۳ وارد مرحله تولید شد
شرکت مشاوره طراحیِ گوردون موری دیزاین یک شرکت خواهر خودروسازی گوردون موری محسوب می شود.

## مدل‌های خودروی جی‌ام‌ای
- گوردون موری تی.۵۰
- گوردون موری تی.۳۳